# Psychotria hebecladoides
Psychotria hebecladoides är en måreväxtart som beskrevs av August Heinrich Rudolf Grisebach. Psychotria hebecladoides ingår i släktet Psychotria och familjen måreväxter. Inga underarter finns listade i Catalogue of Life.